# Gacetera del Golfo Pérsico, Omán y Arabia Central
Gazetteer of the Persian Gulf, Oman and Central Arabia («Gacetera del Golfo Pérsico, Omán y Arabia Central») apodada Lorimer es una enciclopedia de dos volúmenes compilada por John Gordon Lorimer. Este diccionario geográfico fue publicado en secreto por el gobierno británico de la India en 1908 y 1915 y sirvió como manual para los diplomáticos británicos en la península arábiga y Persia.
El trabajo fue desclasificado en 1955 bajo la regla de los cincuenta años (fifty-year rule), y fue ampliamente elogiado por su amplia cobertura de la historia y la geografía de la región. Se considera «la fuente única más importante de material histórico sobre los países del Golfo y Arabia Saudí» desde el siglo XVII hasta principios del siglo XX.

## Trasfondo
A partir del siglo XX, el Imperio británico buscó fortalecer sus conexiones con la India controlada por los británicos, lo que a su vez resultó en un mayor interés en la región del golfo Pérsico, que culminó con la visita del Gobernador general de la India George Curzon al Golfo en 1903. Para garantizar que los agentes británicos en la región estuvieran adecuadamente informados y preparados para fortalecer su influencia en la región, se necesitaba un manual ligero y de fácil acceso.
En noviembre de 1903, las autoridades británicas encargaron a John Gordon Lorimer, un miembro del Servicio Civil indio que servía en la Provincia de la Frontera del Noroeste (actual Jaiber Pastunjuá), que compilara dicho documento. Inicialmente, a Lorimer se le dieron seis meses para realizar la tarea, pero insistió reiteradamente en que se le otorgara más tiempo para garantizar que el trabajo se completara a fondo. Puesto bajo un deber especial y con un equipo de investigadores, durante los próximos 10 años se recopilaron datos de archivos del gobierno en Calcuta y Bombay, y de múltiples expediciones de campo al Golfo.

### Vol. I, Historia
Titulado «Historia, geografía y genealogía», el volumen se dividió en tres secciones que se dividieron por etnia. La 1ª sección (la sección árabe) estaba dedicada a la historia del golfo Pérsico, Arabia central y el Irak otomano. La 2ª sección (la sección persa) consideró la historia de Persia, y en particular de Arabistán, región iraní de mayoría árabe. La 3ª sección consistió en 19 cuadros genealógicos pertenecientes a las familias gobernantes de la región.  La investigación se compiló a partir de las propias notas de Lorimer y el trabajo de colegas como J.A. Saldanha y C.H. Gabriel y osciló entre los siglos XVII y XX.

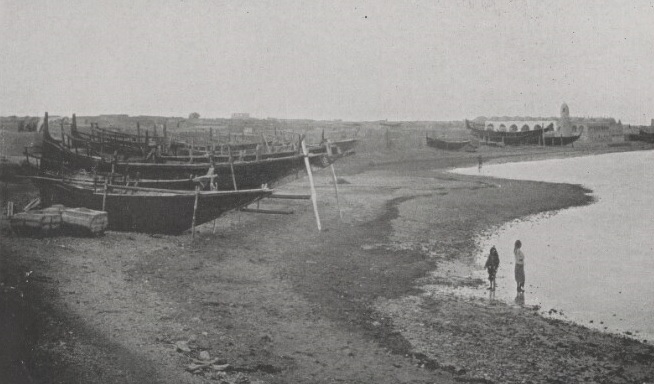
Doha en 1904, de la gacetera.

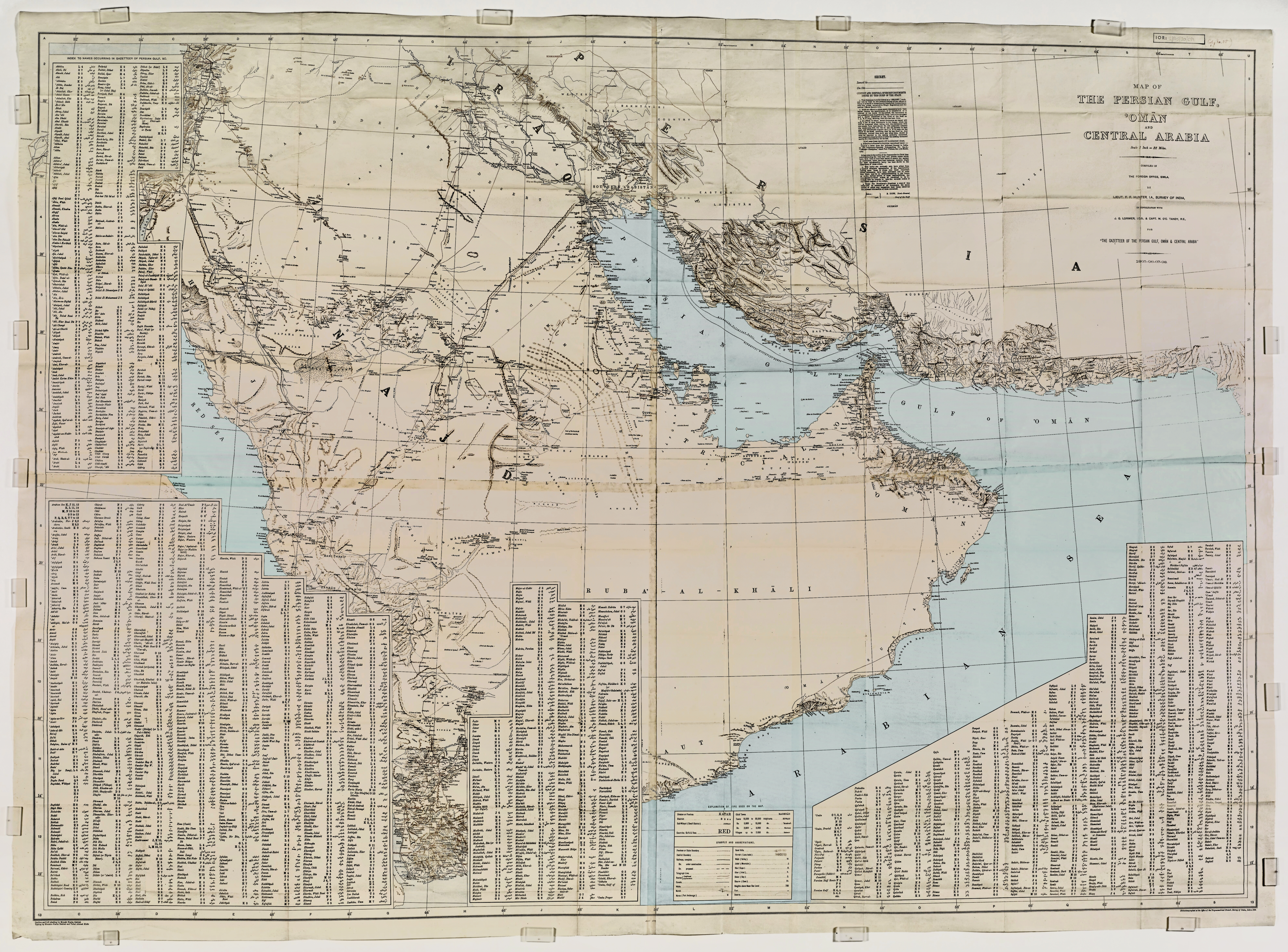
Mapa del golfo Pérsico, de la gacetera.

### Vol. II, Geografía
Titulada la sección «Geográfica y estadística», este es un documento de 2000 páginas y enumera una extensa disposición alfabética de tribus y asentamientos en toda la región, divididos en diferentes países. Los datos se obtuvieron a través de misiones de investigación llevadas a cabo por Lorimer y su grupo. También en el volumen hay 56 imágenes reproducidas de la región tomadas de registros coloniales y dos mapas que muestran la distribución de los sitios de perlas y la geografía política general.

## Recepción y legado
Clasificado solo para uso oficial, el diccionario geográfico se publicó en secreto en 1908 y 1915, respectivamente, con solo docenas de copias en circulación. Como tal, no había conciencia pública de la existencia de la obra. En consecuencia, el obituario de Lorimer no menciona el diccionario geográfico. Fue acreditado como autor solo cuando la obra fue desclasificada en 1955.
En 1971, The Times Literary Supplement elogió la cobertura histórica de la obra como «estupenda» y su sección geográfica como «sin sustituto moderno». La gacetera, aunque extraída de fuentes británicas y escrita desde una perspectiva británica, todavía se considera un recurso valioso para el investigador serio.
La gacetera de Lorimer fue digitalizado y puesto a disposición en línea por la Biblioteca Digital de Catar en enero de 2015.